# Mladen Mladenov
Pour les articles homonymes, voir Mladenov.
Mladen Mladenov est un lutteur bulgare spécialiste de la lutte gréco-romaine né le 10 mars 1957 à Sofia.

## Biographie
Mladen Mladenov participe aux Jeux olympiques d'été de 1980 à Moscou dans la catégorie des poids mouches et remporte la médaille de bronze.